# Salamanca (New York)
Salamanca è una città degli Stati Uniti d'America situata nello Stato di New York e in particolare nella contea di Cattaraugus.